# Aquí
| Recensione | Giudizio |
| ---------- | -------- |
| AllMusic   |          |

Aquí è il primo album della cantautrice messicana Julieta Venegas, pubblicato il 24 marzo 1998 dalla RCA International e prodotto da Anibal Kerpel e Gustavo Santaolalla. L'album è stato preceduto dai singoli De mi pasos e Cómo Sé.

## Tracce
1. Oportunidad – 4:51
2. Antes – 4:00
3. De mis pasos – 3:18
4. Cómo sé – 3:11
5. Libertad – 3:37
6. Con su propia voz – 5:24
7. Esta vez – 3:21
8. Recuerdo perdido – 4:56
9. Andamos huyendo – 3:46
10. Quitar a otras – 4:38
11. Sabiéndose de los descalzos – 3:01
12. Verdad – 4:34